# Pterocaulon lorentzii
Pterocaulon lorentzii là một loài thực vật có hoa trong họ Cúc. Loài này được Malme miêu tả khoa học đầu tiên năm 1901.